# Pois sauteurs
 (mars 2011).
Si vous disposez d'ouvrages ou d'articles de référence ou si vous connaissez des sites web de qualité traitant du thème abordé ici, merci de compléter l'article en donnant les références utiles à sa vérifiabilité et en les liant à la section « Notes et références ».

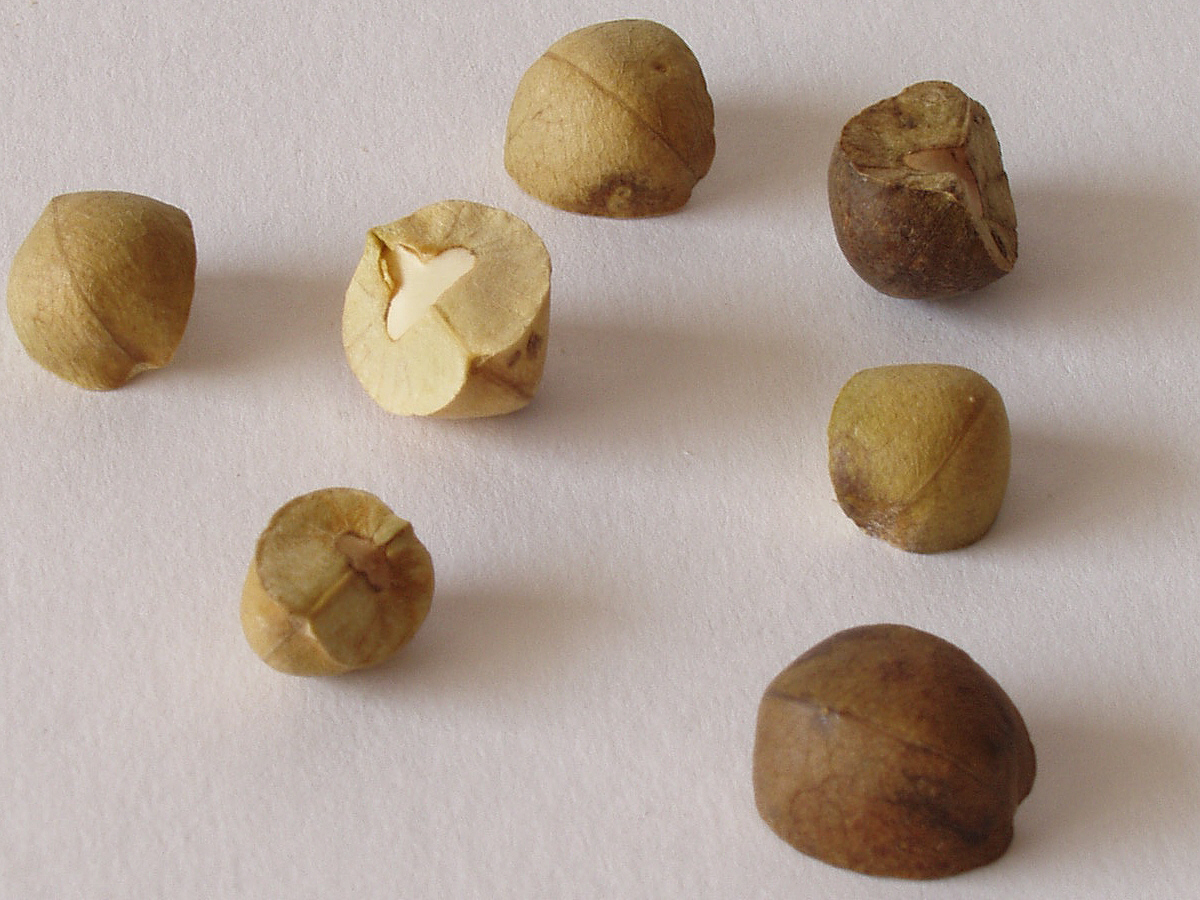
Pois sauteurs.

Les pois sauteurs, ou pois sauteurs du Mexique, sont des graines de plantes de la famille des Euphorbiaceae et du genre Sebastiania, originaires du Mexique, dans lesquelles un papillon, le Carpocapse des euphorbiacées (Cydia deshaisiana), a pondu ses œufs. Les graines donnent l'illusion d'être vivantes lorsque, après l'éclosion des œufs, les larves en développement à l'intérieur des graines se manifestent en les faisant sautiller de quelques millimètres. La hauteur des sauts atteint parfois un centimètre.
Le déplacement des pois est aléatoire, sa direction changeant à chaque soubresaut. Il est interprété comme une marche au hasard destinée à trouver une zone ombragée, en réponse à de trop fortes températures.

## Origine

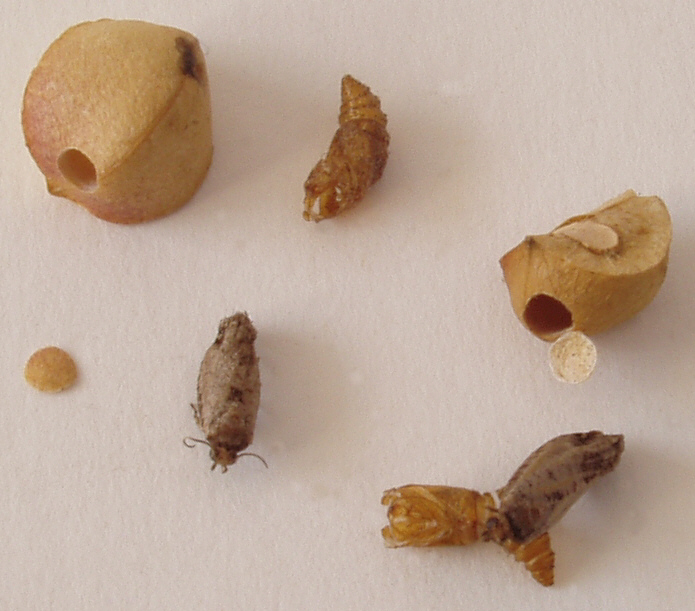
Pois sauteurs avec deux papillons adultes sortis de leur chrysalide.

Les plantes portant ces « pois » sont deux espèces d'Euphorbiacées appartenant au genre Sebastiania (S. pavoniana ou S. palmeri). Elles trouvent leur origine dans les montagnes des États de Sonora, Sinaloa, et Chihuahua, dans une aire d'environ 50 × 100 km, au nord-ouest du Mexique. La ville d'Álamos (en) (dans l'État de Sonora) se décrit d'ailleurs comme la « Capitale mondiale du pois sauteur ». 
Au printemps, les papillons émergent des pois de l'année précédente pour aller déposer leurs œufs dans les bourgeons des arbres hôtes : Sebastiania pavoniana (en) et Sebastiania palmeri.

## Découverte
Bien que le phénomène soit connu depuis longtemps, ce n'est qu'à la fin du XIXe siècle que le botaniste Lucas, qui au début pensait qu'il s'agissait d'une huile qui se mettait à frire sous l'action de la chaleur du soleil, s'aperçut que la coquille était habitée par une larve à seize pattes.[réf. souhaitée]

## Popularisation parPif Gadget
Ces pois ont été popularisés en France par le magazine Pif Gadget, sous le nom de « Pifitos », une première fois en 1971 avec un record de diffusion d'un million d'exemplaires. Dix millions de graines ont ainsi été importées de la région du Sonora pour le numéro 137 du magazine. Ce cadeau a été remis une première fois au goût du jour dans le numéro 1018 de septembre 1988 puis, lors de sa renaissance, Pif Gadget offrit à nouveau dans son numéro 15 du 28 septembre 2005 les fameux pois sauteurs.